# Arrufens

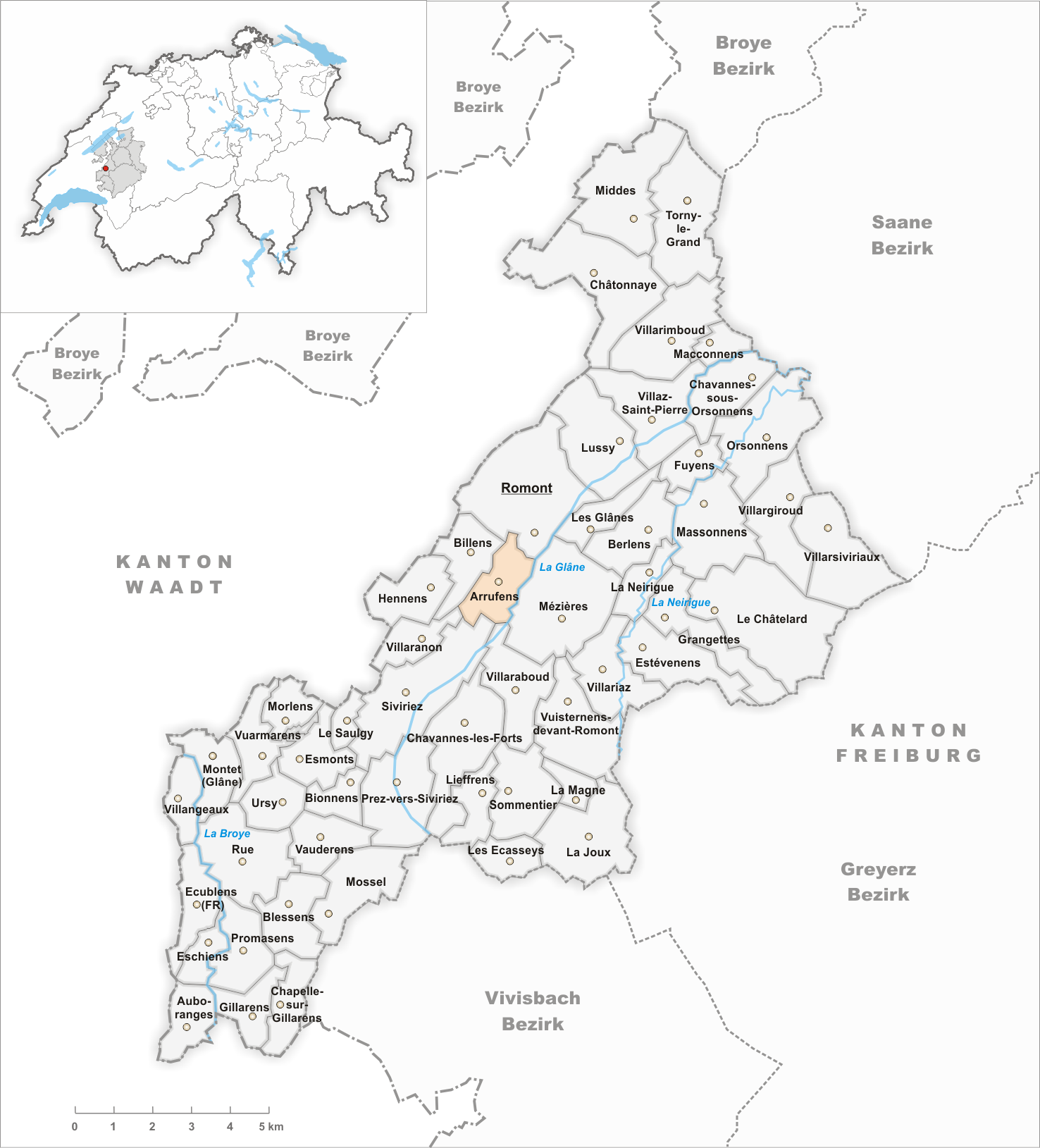
Gemeindestand vor der Fusion am 1. Januar 1868

Arrufens war eine selbstständige politische Gemeinde im Bezirk Glâne des Kantons Freiburg, Schweiz. 1868 fusionierte Arrufens mit der Gemeinde Romont.

## Geschichte
Arrufens wurde 1341 erstmals namentlich erwähnt. Unter savoyischer Landesherrschaft gehörte Arrufens bis 1346 zur Herrschaft Billens, kam danach an die d’Illens und war ca. 1470–1840 im Besitz der Familie Mestral de Mont. 1536–1798 war Arrufens Teil der freiburgischen Landvogtei Romont, kam 1798 zum helvetischen Distrikt Romont und 1848 zum Glanebezirk. Vor dem Zusammenschluss mit Romont von 1868 gehörte Arrufens zur Pfarrei Billens. Die 1676 erbaute St. Annakapelle war zugleich Auferweckungszentrum und Wallfahrtsziel. Der Bahnhof von Romont wurde 1862 in Arrufens erbaut, am Treffpunkt der Linien Freiburg–Lausanne und Romont–Bulle. Das ehemalige Bauerndorf hat sich zum städtischen Industrie- und Wohnquartier gewandelt.

## Bevölkerung
Einwohnerzahlen: Volkszählungsdaten